# Susceptancia
En electricidad y electrónica, la susceptancia (B) es la parte imaginaria de la admitancia. En unidades del SI, la susceptancia se mide en Siemens. En junio de 1887, Oliver Heaviside utilizó el término "permitancia" que más tarde se convertiría en susceptancia.

## Definición
La susceptancia es la parte imaginaria de la admitancia (Y). Partiendo de la impedancia Z, se obtiene la admitancia como inversa de esta

{\displaystyle Y=1/Z\,}

donde la impedancia, escrita en forma cartesiana toma el valor:

{\displaystyle Z=R+jX\,}

siendo:
Z, la impedancia, medida en ohmios,
R, la resistencia, medida en ohmios,
X, la reactancia, medida en ohmios.
Operando un poco este valor expresado en forma de número complejo se obtiene:

{\displaystyle Y={\frac {1}{Z}}={\frac {1}{R+jX}}=\left({\frac {R}{R^{2}+X^{2}}}\right)+j\left({\frac {-X}{R^{2}+X^{2}}}\right)=G+jB\,}

con 

{\displaystyle G=\operatorname {Re} (Y)=\left({\frac {R}{R^{2}+X^{2}}}\right)}

 y

{\displaystyle B=\operatorname {Im} (Y)=\left({\frac {-X}{R^{2}+X^{2}}}\right)}

siendo:
Y, la admitancia, medida en siemens,
G,  la conductancia, medida en siemens,
j, la unidad imaginaria, y
B, la susceptancia, medida en siemens.
En una admitancia, con parte conductancia y parte susceptancia, estas no son recíprocas de la resistencia y la reactancia respectivamente, puesto que

{\displaystyle {\frac {1}{R+jX}}\neq {\frac {1}{R}}+{\frac {1}{jX}}}

La magnitud de la admitancia está dada por:

{\displaystyle \left|Y\right|={\sqrt {G^{2}+B^{2}}}\,}